# 本特利 (密西西比州)
本特利（英語：Bently）是位於美國密西西比州卡爾霍恩縣的非建制地區。

## 歷史
本特利的郵局於1877年設立，其後於1909年停運。

## 地理
本特利所處的海拔為高於海平面103米（即338英呎），而該地所採用的時區為UTC-6，即北美中部時區（CST）。同時該地設有夏令時間，為UTC-6調快一小時，即UTC-5（CDT）。